# Tập xác định

Hàm số f ánh xạ từ tập xác định màu hồng X đến tập Y.

Trong toán học, tập xác định (còn gọi là miền xác định, hay miền) của một hàm số là tập hợp các giá trị của biến số làm cho hàm số đó có nghĩa. Như vậy hàm số sẽ cho một giá trị kết quả cho mọi biến số nằm trong miền xác định này.